# Interferómetro de Rayleigh

Interferómetro de Rayleigh: Un haz de luz colimado pasa a través de dos tubos con gases con índices de refracción diferentes, luego una la lente convergente crea el interferograma en el foco.

El Interferómetro de Rayleigh se basa en hacer pasar una porción de un haz colimado a través de un medio de referencia y otra porción del haz a través de un medio de prueba, como se muestra en la figura. Este interferómetro puede ser utilizado también con fuentes de luz no coherentes, sin embargo en este caso se debe prescindir del objetivo de microscopio y es estrictamente necesario colocar la abertura micrométrica antes de la lente para formar un haz coherente.

## Aplicaciones
Una de las principales aplicaciones del interferómetro de Rayleigh es la medición del índice de refracción de un gas determinado mediante la interferencia de un haz de luz que atraviesa un gas de referencia con otro haz que atraviesa el gas analizado. Esto es útil para determinar la composición de un gas a partir de su índice de refracción, o bien, para la caracterización del mismo.

## Ventajas y desventajas
Ventajas:
1. La ventaja del interferómetro de Rayleigh es su construcción sencilla.

Desventajas:
1. Requiere una fuente de luz puntual o lineal para lograr una visibilidad buena de las franjas del patrón de interferencia.
2. Las franjas tienen que ser vistas mediante un sistema de ampliación.[2]